# Dobinea
Dobinea is een geslacht uit de pruikenboomfamilie (Anacardiaceae). De soorten uit het geslacht komen voor van in de Himalaya tot in China.

## Soorten
- Dobinea delavayi (Baill.) Baill.
- Dobinea vulgaris Buch.-Ham. ex D.Don

... · 
Anacardium · 
Bouea · 
Buchanania · 
Cotinus · 
Mangifera · 
Pistacia (Pistache) · 
Protorhus · 
Rhus · 
Schinus · 
Sclerocarya · 
Sorindeia · 
Spondias · 
Toxicodendron · 
...